# Les Retrouvailles
Les Retrouvailles är det femte studioalbumet av den franska kompositören och musikern Yann Tiersen från 2005. Den franska titeln blir översatt på svenska 'hemkomst'. Albumet producerades tillsammans med F. Lor och gästas av ett antal olika sångare, däribland Christophe Miossec, Dominique A, Elizabeth Fraser (från Cocteau Twins), Jane Birkin och Stuart Staples (från Tindersticks). Som vanligt med Tiersens album visar han upp sina multi-instrumentella färdigheter vilket på detta album består av bland annat dragspel, piano, mandolin och cembalo. Les Retrouvailles blev välmottaget i Frankrike där det nådde sjätte plats men blev dock ingen kommersiell framgång utanför hemlandet.
En begränsad specialutgåva innehöll även en bonus-dvd med kortfilmen La Traversée av Aurélie du Boys som visar hur albumet gjordes. Skivan består dessutom av en animerad video till låten "Le Train" (som inte finns med på albumet) samt några låtar i liveversioner.

## Låtlista
Alla låtar skrivna av Yann Tiersen där inget annat anges
1. "Western" – 2:23
2. "Kala" (Yann Tiersen/Elizabeth Fraser, sjungen av Elizabeth Fraser) – 4:09
3. "Loin des villes" – 3:19
4. "La Veillée" – 3:11
5. "Plus d'hiver" (Sjungen av Jane Birkin) – 2:23
6. "A ceux qui sont malades par mer calme" – 3:30
7. "A Secret Place" (Yann Tiersen/Stuart A. Staples, sjungen av Stuart A. Staples) – 3:26
8. "Le Matin" – 1:58
9. "Les Enfants" – 2:00
10. "Le Jour de l'ouverture" (Yann Tiersen/Miossec/Dominique A, sjungen av Miossec/Dominique A) – 3:38
11. "La Boulange" – 2:46
12. "La Plage" – 1:57
13. "Mary" (Sjungen av Elizabeth Fraser) – 3:38
14. "7:PM" – 2:40
15. "Les Retrouvailles" – 1:30
16. "La Jetée" – 1:05

## Listplaceringar
| Lista (2005)        | Högsta placering |
| ------------------- | ---------------- |
| Frankrike           | 6                |
| Belgien (Flandern)  | 96               |
| Belgien (Vallonien) | 40               |
| Schweiz             | 48               |

## Medverkande
Produktion
- Yann Tiersen – dragspel, gitarr, E-Bow, violone, kontrabas, klockspel, orgel (Bontempi), synthesizer, piano, elpiano (Fender Rhodes), leksakspiano, melodica, marimba, cembalo, altsaxofon, cello, mandolin, banjo, vibrafon, trummor, slagverk, ljudtekniker, inspelning, producent
- F. Lor – producent, inspelning, mixning
- Marc Guéroult – assisterande mixning
- Chris Blair – mastering
- Richard Dumas – skivomslag
- Frank Loriou – grafisk design, fotografi

Övriga musiker
- Orchestre National de Paris – brassinstrument, träblåsinstrument
- Jean-Philippe Audin – dirigent
- Jane Birkin, Dominique A, Elizabeth Fraser, Christophe Miossec, Stuart A. Staples – sång
- Jean-François Assy – cello (spår: 2, 4, 7, 11)
- Anne Causse Biragnet – cello (spår: 4, 5, 13)
- Guillaume Fontanarosa – fiol (spår: 4, 5, 13)
- Bertrand Causse – fiol (spår: 4, 5, 13)
- Frédéric Dessus – fiol (spår: 4, 5, 13)
- Claude Lefebvre – flöjt
- Laurent Lefèvre – fagott
- Christophe Grindel – oboe
- Christine Ott – Ondes Martenot
- Clément Garrec – trumpet
- Jean Michel Tavernier – valthorn